# Arlanzón
Arlanzón è un comune spagnolo di 407 abitanti situato nella comunità autonoma di Castiglia e León.

## Località
Il comune comprende i seguenti centri abitati:
- Agés
- Galarde
- Santovenia de Oca
- Villalbura
- Villamórico
- Zalduendo